# Đất nông nghiệp

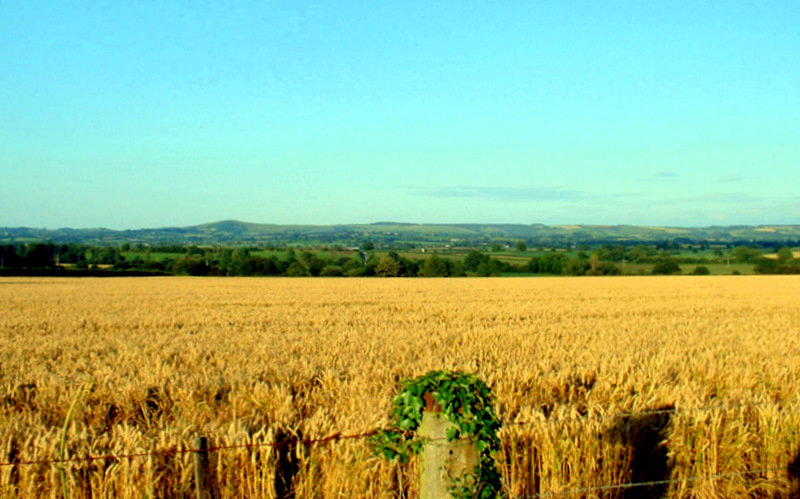
Đất canh tác trồng lúa

Đất nông nghiệp đôi khi còn gọi là đất canh tác hay đất trồng trọt là những vùng đất, khu vực thích hợp cho sản xuất, canh tác nông nghiệp, bao gồm cả trồng trọt và chăn nuôi. Đây là một trong những nguồn lực chính trong nông nghiệp.

## Phân loại
Việc phân loại tiêu chuẩn theo FAO - Tổ chức Nông lương của Liên Hợp Quốc thì phân chia đất nông nghiệp vào các thành phần sau đây: 
- Đất canh tác như đất trồng cây hàng năm, chẳng hạn như ngũ cốc, bông, khoai tây, rau, dưa hấu, loại hình này cũng bao gồm cả đất sử dụng được trong nông nghiệp nhưng tạm thời bỏ hoang (đất hoang hóa, đất thoái hóa).
- Vườn cây ăn trái và những vườn nho hay cánh đồng nho (thông dụng ở châu Âu)
- Đất trồng cây lâu năm ví dụ như trồng cây ăn quả).
- Cánh đồng, thửa ruộng và đồng cỏ tự nhiên cho chăn thả gia súc.

Tùy thuộc vào việc sử dụng hệ thống tưới tiêu nhân tạo, đất nông nghiệp được chia thành đất có tưới tiêu và không tưới tiêu (thường xuyên). Ở các nước đang khô hạn và bán khô hạn đất nông nghiệp thường được giới hạn trong phạm vi đất tưới tiêu.
Đất nông nghiệp cấu thành chỉ là một phần của lãnh thổ của bất kỳ quốc gia, trong đó ngoài cũng bao gồm các khu vực không thích hợp cho nông nghiệp, chẳng hạn như rừng, núi, và các vùng nước nội địa. Đất nông nghiệp bao gồm 38% diện tích đất của thế giới, với diện tích đất trồng đại diện cho ít hơn một phần ba đất nông nghiệp (11% diện tích đất của thế giới).

## Tại Việt Nam
Tại Việt Nam, đất nông nghiệp được định nghĩa là đất sử dụng vào mục đích sản xuất, nghiên cứu, thí nghiệm về nông nghiệp, lâm nghiệp, nuôi trồng thủy sản, làm muối và mục đích bảo vệ, phát triển rừng. Đất nông nghiệp bao gồm đất sản xuất nông nghiệp, đất lâm nghiệp, đất nuôi trồng thủy sản, đất làm muối và đất nông nghiệp khác.
Đất nông nghiệp gồm:
- Đất sản xuất nông nghiệp: Là đất nông nghiệp sử dụng vào mục đích sản xuất nông nghiệp. Bao gồm đất trồng cây hàng năm và đất trồng cây lâu năm.
- Đất lâm nghiệp: Là đất có rừng tự nhiên hoặc có rừng trồng, đất khoanh nuôi phục hồi rừng (đất đã giao, cho thuê để khoanh nuôi, bảo vệ nhằm phục hồi rừng bằng hình thức tự nhiên là chính), đất để trồng rừng mới (đất đã giao, cho thuê để trồng rừng và đất có cây rừng mới trồng chưa đạt tiêu chuẩn rừng). Theo loại rừng lâm nghiệp bao gồm: đất rừng sản xuất, đất rừng phòng hộ, đất rừng đặc dụng.
- Đất nuôi trồng thủy sản: Là đất được sử dụng chuyên vào mục đích nuôi, trồng thủy sản, bao gồm đất nuôi trồng nước lợ, mặn và đất chuyên nuôi trồng nước ngọt.
- Đất làm muối: Là đất các ruộng để sử dụng vào mục đích sản xuất muối.
- Đất nông nghiệp khác: Là đất tại nông thôn sử dụng để xây dựng nhà kính (vườn ươm) và các loại nhà khác phục vụ mục đích trồng trọt, kể cả các hình thức trồng trọt không trực tiếp trên đất, xây dựng chuồng trại chăn nuôi gia súc, gia cầm và các loại động vật khác được pháp luật cho phép, đất để xây dựng trạm, trại nghiên cứu thí nghiệm nông nghiệp, lâm nghiệp, diêm nghiệp, thủy sản, xây dựng cơ sở ươm tạo cây giống, con giống, xây dựng nhà kho, nhà của hộ gia đình, cá nhân để chứa nông sản, thuốc bảo vệ thực vật, phân bón, máy móc, công cụ sản xuất nông nghiệp.